# Jan-Jochen Rommel
Jan-Jochen Rommel (* 8. Juni 1969 in Hamburg) ist Vorstand-Schiedsrichter des Deutschen Hockey-Bundes (DHB) und war von 1988 bis 2003 Schiedsrichter in der Hockey-Bundesliga. Rommel ist Bankkaufmann und Volljurist, zurzeit persönlicher Referent des Vorstandssprechers der Hamburger Sparkasse sowie Leiter des Vorstandssekretariates.
Seit seiner Jugend spielt Jan-Jochen Rommel Hockey beim ältesten Hockeyclub Deutschlands, dem Uhlenhorster HC. Bereits 1988 wurden ihm Spielleitungen in der Damen-Bundesliga übertragen. Nach kurzer Zeit schaffte er den Aufstieg in die Eliteliga des Herrenhockeys. Rommel wurde durch den Welthockeyverband, FIH, als internationaler Schiedsrichter qualifiziert und dort mit der Krone auf dem Schiedsrichterabzeichen als sogenannter „Grade 1 Umpire“ eingestuft. Er war unter anderem als Schiedsrichter bei der Champions Trophy und beim Afrika-Cup im Einsatz. 2004 erklärte Rommel seinen Rücktritt als aktiver Schiedsrichter.
1993 wurde Rommel als Nachfolger von Claude Seidler Nachwuchsschiedsrichterreferent des Deutschen Hockey-Bundes. Das Amt bekleidete er bis 2003 und schlug dann zur Wahl als seinen Nachfolger Michael von Ameln vor, der seit dem dieses Amt bekleidet. Bereits zwei Jahre später trat Jan-Jochen Rommel erneut die Nachfolge Claude Seidlers an: Diesmal wurde er zum Vorstand Schiedsrichter und Vorsitzendem der Kommission für Schiedsrichter- und Regelfragen des DHB berufen.
Jan-Jochen Rommel ist der Sohn des ehemaligen Präsidenten und heutigen Ehrenpräsidenten des DHB Wolfgang Rommel sowie dessen Frau Lilo. Die beiden jüngeren Geschwister Rommels waren Hockeynationalspieler.
Seit 2004 ist Rommel „Umpire Manager“ für den Welthockeyverband FIH und bildet Schiedsrichter in anderen Nationalverbänden aus, in denen eine Unterstützung durch den Welthockeyverband angeraten ist. Im Dezember 2006 wurde er vom Welthockeyverband bis 2010 in die internationale Schiedsrichterkommission der FIH berufen.
Darüber hinaus hält er Vorträge und Seminare an der Sparkassenakademie in Norddeutschland und bildet Sparkassenfachwirte aus.